# OSD Neretva Mostar
OSD Neretva Mostar bio je bosanskohercegovački nogometni klub iz Mostara. Kasnije mijenja ime u Mostar pod kojim se natjecao u Republičkoj ligi Bosne i Hercegovine.